# Nevenzee
Nevenzee is een overkoepelend begrip voor binnen-, middellandse- en randzeeën. Het wordt gebruikt voor onderdelen van oceanen die door eilandenketens, onderzeese ruggen, stukken vasteland en schiereilanden worden afgegrensd van de hoofdzee van de betreffende oceaan. Deels wordt het begrip ook als synoniem voor deze zeegebieden gebruikt en omgekeerd.

## Typen
Binnenzeeëngrote nevenzeeën die zijn verbonden met een oceaan of een andere zee door middel van een nauwe zeestraat, waarbij de overzijde van de zeestraat vanaf de andere oever te zien valt met het blote oog.
Middellandse zeeën(of middelzeeën) – grote nevenzeeën die met een oceaan zijn verbonden, maar deels door grote landmassa's, schiereilanden, grote eilandenketens of onderzeese ruggen hiervan worden afgescheiden.
Randzeeënnevenzeeën die aan de rand van een continent of oceaan liggen en door eilanden, grote eilandenketens en onderzeese ruggen – dus slechts gedeeltelijk – zijn afgegrensd van een oceaan.